# Região Metropolitana de Porto Alegre

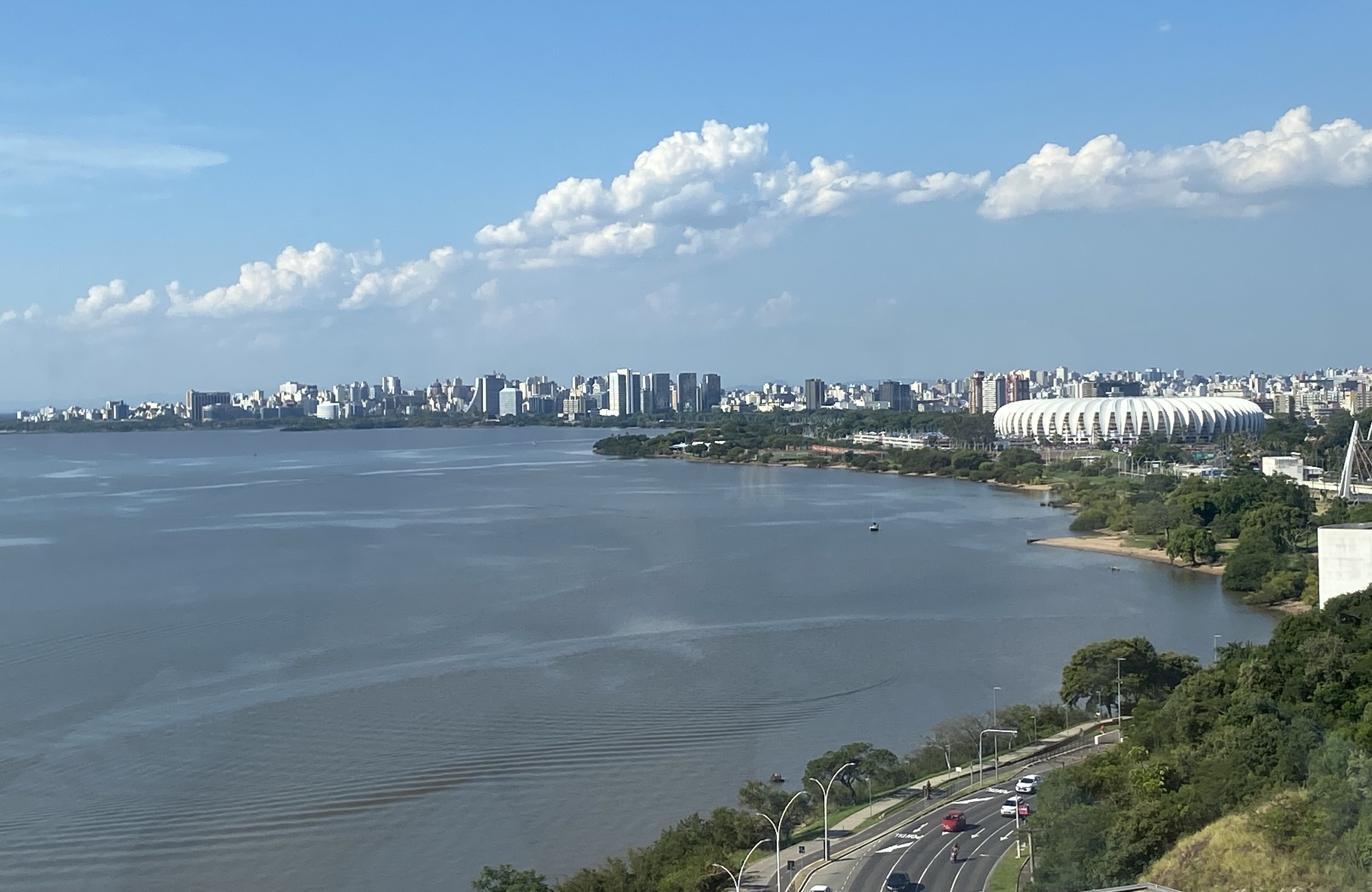
Vista de Porto Alegre.

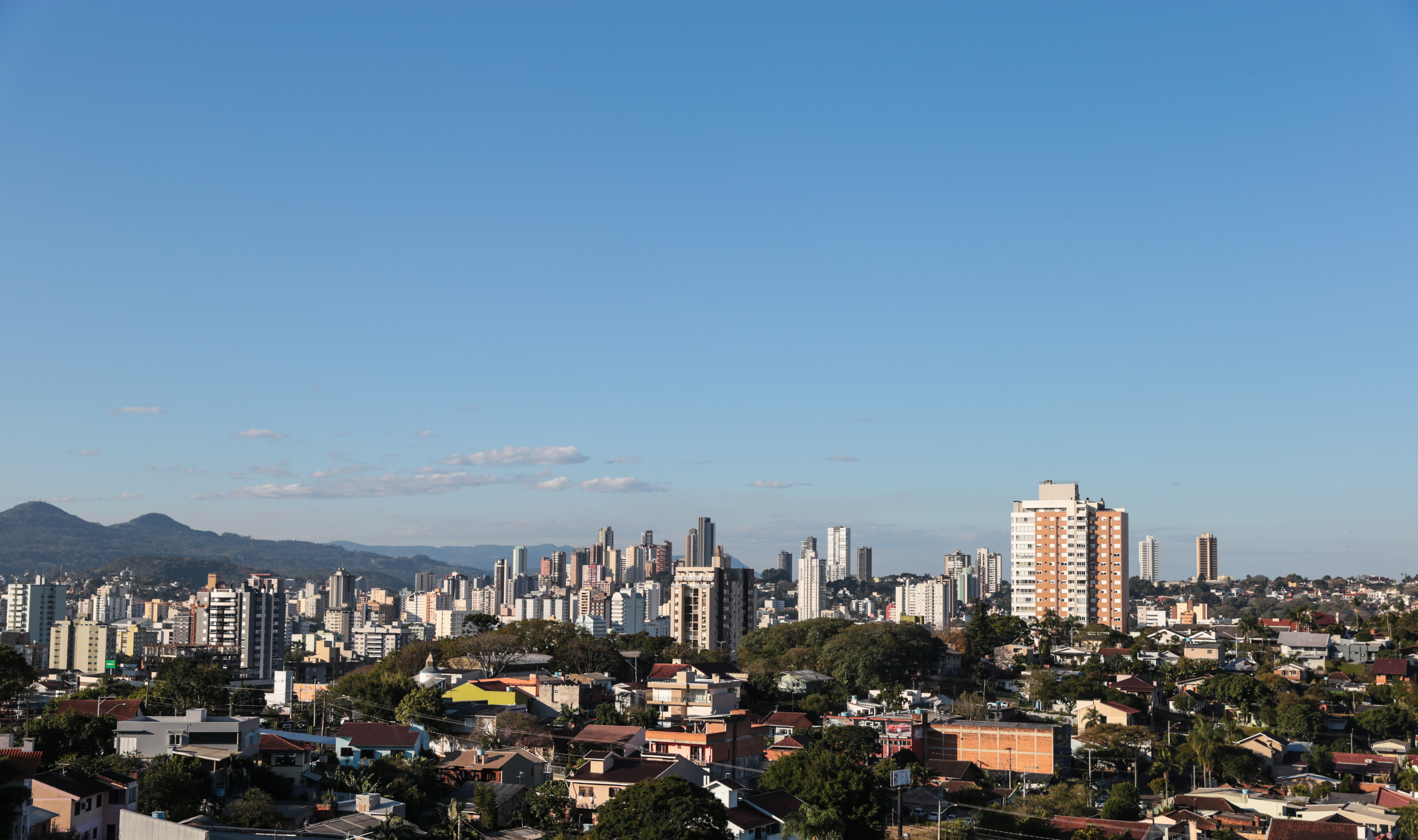
Centro de Novo Hamburgo.

A Região Metropolitana de Porto Alegre (RMPA), também conhecida como Grande Porto Alegre, é a maior região metropolitana da Região Sul do Brasil com cerca de 4 milhões de habitantes, e a quinta mais populosa do país. Reúne 34 municípios do estado do Rio Grande do Sul em intenso processo de conurbação, sendo Canoas o mais populoso deles após Porto Alegre, a capital. O termo refere-se à extensão da capital Porto Alegre, formando com seus municípios lindeiros uma mancha urbana contínua. Inclui também os chamados Vale do Sinos e Vale do Paranhana.
Criada pela lei complementar federal nº 14, de 8 de Junho de 1973, sua delimitação foi posteriormente alterada por diferentes instrumentos legais do governo do Rio Grande do Sul, e não coincide exatamente com os critérios de mesorregião e de microrregião utilizados pelo IBGE.
Atualmente, compreende 10.342,9 km² e, segundo dados do censo do IBGE de 2022, possui 4.018.013 habitantes, sendo a quinta mais populosa do Brasil – superada apenas pelas regiões metropolitanas de São Paulo, Rio de Janeiro, Belo Horizonte e Brasília, respectivamente. Também possui o quarto maior PIB do Brasil, e atualmente figura entre as 144 maiores aglomerações urbanas do mundo. Em relação ao Censo anterior (2010), perdeu 14 078 habitantes no saldo da soma das populações de todos os seus municípios.
A Região Metropolitana de Porto Alegre constitui-se numa área estratégica para o desenvolvimento do estado. Nela encontram-se algumas das maiores e mais importantes empresas do país, como montadoras de veículos, pólos petroquímicos, indústrias de autopeças, plásticos, produtos alimentícios etc.
A região também está localizada numa posição estratégica em referência ao Mercosul, sendo o Aeroporto Internacional Salgado Filho a principal porta de entrada para passageiros vindos de países do Cone Sul.

## Municípios
| Município                 | Anexado em             | Legislação  | Área (km²) | População (2010) | População (2022) | PIB em mil R$ (2021) |
| ------------------------- | ---------------------- | ----------- | ---------- | ---------------- | ---------------- | -------------------- |
| Alvorada                  | 8 de Junho de 1973     | LCF 14/1973 | 71,702     | 195.718          | 187.315          | 3.302.247,51         |
| Araricá                   | 30 de Julho de 1998    | LCE 11201   | 35,391     | 4.868            | 8.525            | 236.430,29           |
| Arroio dos Ratos          | 1 de Janeiro de 2000   | LCE 11539   | 425,791    | 13.608           | 14.601           | 357.344,64           |
| Cachoeirinha              | 8 de Junho de 1973     | LCF 14/1973 | 43,760     | 118.294          | 136.258          | 6.458.475,92         |
| Campo Bom                 | 8 de Junho de 1973     | LCF 14/1973 | 60,579     | 60.081           | 62.886           | 3.600.067,71         |
| Canoas                    | 8 de Junho de 1973     | LCF 14/1973 | 130,774    | 324.025          | 347.657          | 21.995.362,27        |
| Capela de Santana         | 28 de Junho de 2001    | LCE 11645   | 182,756    | 11.613           | 11.159           | 298.585,46           |
| Charqueadas               | 27 de Julho de 1994    | LCE 10234   | 217,362    | 35.363           | 35.012           | 1.736.974,46         |
| Dois Irmãos               | 3 de Outubro de 1989   | CE          | 66,114     | 27.572           | 30.709           | 2.188.540,31         |
| Eldorado do Sul           | 3 de Outubro de 1989   | CE          | 509,635    | 34.335           | 39.559           | 2.120.258,24         |
| Esteio                    | 8 de Junho de 1973     | LCF 14/1973 | 27,676     | 80.669           | 76.137           | 3.749.877,54         |
| Estância Velha            | 8 de Junho de 1973     | LCF 14/1973 | 51,779     | 42.589           | 47.924           | 1.875.488,23         |
| Glorinha                  | 3 de Outubro de 1989   | CE          | 323,955    | 6.885            | 7.658            | 461.885,08           |
| Gravataí                  | 8 de Junho de 1973     | LCF 14/1973 | 468,288    | 255.762          | 265.074          | 10.261.618,29        |
| Guaíba                    | 8 de Junho de 1973     | LCF 14/1973 | 376,166    | 95.230           | 92.924           | 8.284.804,00         |
| Igrejinha                 | 22 de Dezembro de 2011 | LCE 13853   | 135,399    | 31.663           | 32.808           | 1.888.880,48         |
| Ivoti                     | 3 de Outubro de 1989   | CE          | 63,092     | 19.877           | 22.983           | 1.180.382,67         |
| Montenegro                | 14 de Janeiro de 1999  | LCE 11307   | 425,023    | 59.436           | 64.322           | 5.752.330,07         |
| Nova Hartz                | 3 de Outubro de 1989   | CE          | 62,304     | 18.346           | 20.088           | 805.694,10           |
| Nova Santa Rita           | 30 de Julho de 1998    | LCE 11201   | 218,094    | 22.706           | 29.024           | 2.487.514,53         |
| Novo Hamburgo             | 8 de Junho de 1973     | LCF 14/1973 | 222,536    | 239.051          | 227.646          | 10.037.888,75        |
| Parobé                    | 3 de Outubro de 1989   | CE          | 108,755    | 51.481           | 52.058           | 1.390.312,15         |
| Porto Alegre              | 8 de Junho de 1973     | LCF 14/1973 | 495,977    | 1.409.939        | 1.332.845        | 81.562.848,10        |
| Portão                    | 3 de Outubro de 1989   | CE          | 159,298    | 30.881           | 34.071           | 1.662.397,79         |
| Rolante                   | 5 de Agosto de 2010    | LCE 13496   | 296,090    | 19.493           | 21.253           | 731.606,97           |
| Santo Antônio da Patrulha | 21 de Setembro de 2000 | LCE 11530   | 1.049,583  | 39.679           | 42.947           | 1.680.497,23         |
| Sapiranga                 | 8 de Junho de 1973     | LCF 14/1973 | 136,473    | 75.020           | 75.648           | 3.615.583,80         |
| Sapucaia do Sul           | 8 de Junho de 1973     | LCF 14/1973 | 58,247     | 130.988          | 132.107          | 4.204.060,03         |
| São Jerônimo              | 21 de Junho de 1999    | LCE 11340   | 935,596    | 22.141           | 21.028           | 667.010,32           |
| São Leopoldo              | 8 de Junho de 1973     | LCF 14/1973 | 103,009    | 214.210          | 217.409          | 10.855.366,22        |
| São Sebastião do Caí      | 13 de Junho de 2012    | LCE 14047   | 114,293    | 21.932           | 24.428           | 899.456,88           |
| Taquara                   | 21 de Março de 1999    | LCE 11318   | 452,606    | 54.656           | 53.242           | 1.568.871,69         |
| Triunfo                   | 3 de Outubro de 1989   | CE          | 817,807    | 25.811           | 27.498           | 12.982.385,91        |
| Viamão                    | 8 de Junho de 1973     | LCF 14/1973 | 1.496,019  | 239.234          | 224.112          | 4.335.050,25         |
| Total                     |                        |             | 10.341,928 | 3.958.985        | 4.018.925        | 215.236.097,89       |